# Претендент (фильм, 2000)
«Претендент» (англ. The Contender) — драматический триллер режиссёра Рода Лури. Премьера в состоялась 10 сентября 2000 года. Рейтинг MPAA: детям до 17 лет обязательно присутствие родителей.

## Сюжет
Повторно избранный президент-демократ США Джексон Ивэнс (Джефф Бриджес) собирается выбрать нового вице-президента из-за внезапной смерти текущего вице-президента. Очевидным кандидатом является губернатор штата Вирджиния Джек Хетавей (Вильям Питерсон), получивший репутацию героя после недавнего случая на озере, когда он прыгнул в воду, чтобы спасти тонущую девушку (хотя это ему так и не удалось). Но президент не желает видеть Хетавея на посту вице-президента, оправдывая это тем, что репутация Хетавея может оказаться не по карману администрации.
Вместо этого президент номинирует Лэйн Хэнсон (Джоан Аллен), талантливую сенаторшу от штата Огайо. У неё на пути стоит конгрессмен-республиканец Шелли Раньен (Гэри Олдмен) из Иллинойса, который считает её недостаточно квалифицированной для позиции вице-президента. Он инициирует своё независимое расследование и обнаруживает в прошлом Хэнсон факт участия в пьяной оргии — обряде посвящения в женскую студенческую общину.
В Вашингтоне, округ Колумбия начинаются слушания по делу о назначении нового вице-президента. Раньен, возглавляющий комитет, быстро разыгрывает карту с сомнительным прошлым Хэнсон, которая не спешит распространяться на этот счет (не подтверждая и не опровергая ничего), а старается перевести тему дискуссии в сторону политики. Предполагая, что Хэнсон посчитает, что её прошлое «никого не касается», Раньен пускает слух СМИ, что Хэнсон предавалась сексуальным утехам в колледже в обмен на деньги и услуги, что делает это проституцией. В то же время перед комитетом выступает женщина, утверждающая, что у Хэнсон был роман с её мужем, который послужил причиной их развода. Хотя Хэнсон и не обвиняется в нарушении супружеской верности, но это оставляет пятно на её репутации.
Сенатор Хэнсон встречается с президентом и предлагает снять её кандидатуру ради того, чтобы уберечь президентскую администрацию от скандала. Несмотря на стремления администрации, она отказывается бороться или отвечать на обвинения Раньена, аргументируя это тем, что ответ на вопросы подразумевает оправдывание, с чем она категорически не согласна. Президент встречается с Раньеном и объясняет тому, что Хэнсон снимет свою кандидатуру и что Хэтавей станет будущим вице-президентом. Вслед за этим Раньен заявляет в прессе, что он готов поручиться своей политической карьерой, что Хетавей является лучшим кандидатом на пост вице-президента.
Хэтавей, Раньен и Хэнсон приглашены в Белый Дом, где президент шокирует всех отчетом ФБР, который подтверждает факт того, что Хетавей заплатил женщине, чтобы она умышленно съехала с моста в озеро. Это было сделано с целью повышения его рейтинга, чтобы заполучить место вице-президента. Хетавея арестовывают, а Раньен остался опозоренным, так как он накануне поручился за благонадежность Хетавея. На встрече президента с Хэнсон она наконец рассказывает, что на самом деле произошло той ночью в колледже.
Она и в самом деле собиралась участвовать в обряде посвящения, но в последний момент передумала. На фотографиях на самом деле не она, а какая-то другая девушка. Президент обращается к Конгрессу и использует поражение Раньена для обеспечения поддержки кандидатуры Хэнсон. Хотя её избрание и не подтверждено в конце фильма, подразумевается, что оно состоится.

## В ролях
| Актёр            | Роль                           |
| ---------------- | ------------------------------ |
| Гэри Олдмен      | конгрессмен Шелдон Раньон      |
| Джоан Аллен      | сенатор Лэйн Хенсон            |
| Кристиан Слейтер | конгрессмен Реджинальд Уэбстер |
| Джефф Бриджес    | президент Джексон Ивэнс        |
| Сэм Эллиотт      | Кёрмит Ньюмэн                  |
| Уильям Петерсен  | Джек Хезевей                   |
| Сол Рубинек      | Джерри Толивер                 |
| Майк Биндер      | Льюис Холис                    |
| Мэриэл Хемингуэй | Сильвия Чарлтон Ли             |
| Кэтрин Моррис    | Пейдж Уиломина                 |

## Награды и номинации
| Год  | Премия                         | Категория                                 | Номинант            | Результат |
| ---- | ------------------------------ | ----------------------------------------- | ------------------- | --------- |
| 2001 | Alan J. Pakula Award           | Лучший сценарий                           | команда сценаристов | Победа    |
| 2001 | «Оскар»                        | Лучшая женская роль                       | Джоан Аллен         | Номинация |
| 2001 | «Оскар»                        | Лучшая мужская роль второго плана         | Джефф Бриджес       | Номинация |
| 2001 | «Золотой глобус»               | Лучшая женская роль — драма               | Джоан Аллен         | Номинация |
| 2001 | «Золотой глобус»               | Лучшая мужская роль второго плана         | Джефф Бриджес       | Номинация |
| 2001 | «Независимый дух»              | Лучшая женская роль                       | Джоан Аллен         | Номинация |
| 2001 | «Независимый дух»              | Лучшая мужская роль второго плана         | Гэри Олдмен         | Номинация |
| 2001 | «Спутник»                      | Лучшая женская роль — драма               | Джоан Аллен         | Номинация |
| 2001 | «Спутник»                      | Лучшая мужская роль второго плана — драма | Джефф Бриджес       | Номинация |
| 2001 | Премия Гильдии киноактёров США | Лучшая женская роль                       | Джоан Аллен         | Номинация |
| 2001 | Премия Гильдии киноактёров США | Лучшая мужская роль второго плана         | Джефф Бриджес       | Номинация |
| 2001 | Премия Гильдии киноактёров США | Лучшая мужская роль второго плана         | Гэри Олдмен         | Номинация |